# Doble Bragado de 2023

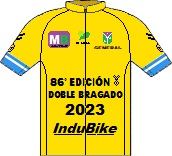
2023 Doble Bragado Líder General

La 86.ª edición de la Doble Bragado se disputó desde el 1 hasta el 5 de marzo de 2023, constó de seis etapas de las cuales una estaba dividida en doble fórmula con una contrarreloj individual a la mañana y una etapa en circuito por la tarde, el recorrido general tuvo una distancia total acumulada de 830,5 kilómetros.

## Ciclistas participantes
Para esta edición la organización decidió que participarán 15 equipos de 8 corredores cada uno, con un total de 114 ciclistas (debido a que cuatro equipos presentaron 7 corredores y un equipo solo presentó 6 corredores), todos los equipos participantes fueron argentinos. Hubo participación de ciclistas extranjeros incluidos en las formaciones argentinas.

#### Equipos
| S.A.T. | K.T.M. | Ciudad de Chivilcoy | 3 de Febrero - Colla |
| - 1. Alborzen Elbio - 2. Clavero Cristian - 3. Cordero Gastón - 4. Valenzuela Diego - 5. Abu Isaias Leonel - 6. Martínez Agustín - 7. Crisafulli Facundo - 8. Del Negro Agustín                                                       | - 9. Oliva Darío Gustavo - 10. Fredes Sergio - 11. Rey Pablo Daniel - 12. Rosello Valentín * - 13. Mastrangelo Román - 14. Gariboldi Adrian Silvio - 15. Vivas Federico - 16. Bazzi Facundo Lionel                      | - 17. Benedetto Nicolás - 18. Trozzi Emiliano - 19. Richard Gabriel Horacio - 20. Roldan Cristian Daniel - 21. Mauro Emiliano - 22. Cedeira Matias Nahuel - 23. - 24.                                          | - 25. Colla Sebastián - 26. Castelucci David Nicolás - 27. Canova Javier Nicolás - 28. Gladich Thiago - 29. Gladich Mariano - 30. Anacoreto Marco Fabrizio * - 31. Troncoso Rodriguez Pablo Andrés - 32. Ciancio Pablo Emiliano Lucas |
| Giant | Ciudad de Bragado | Rower San Luis | Municipalidad de Lanús |
| - 33. Taddeo Hernan - 34. Taddeo Mariano Ariel - 35. Ercila Martín - 36. Gregori Rubén - 37. Boch Fabián - 38. Estévez Enrique - 39. Salmón Octavio * - 40. Godano Angel Omar                                                         | - 41. Expósito Joaquín - 42. Expósito Aldo Norberto - 43. De La Barrera Lucas - 44. Díaz Braian Alejandro * - 45. Dentella Cristian - 46. Laraz Siriz Mariano Matias - 47. Correa Alegre Valentín * - 48.               | - 49. Alaniz Héctor - 50. Olguin Ezequiel Mario Roberto - 51. Gener Pablo Uriel - 52. Gaday Orosco Lucas Manuel - 53. Boldú Juan Martín - 54. Moyano Tomás * - 55. Ledesma Santiago * - 56. Suarez Tomás       | - 57. López Arturo David - 58. Fernández Javier Eduardo - 59. Ayala Darío Javier - 60. Franco Mario Bruno - 61. González Pablo - 62. Moreno Vargas Alexander * - 63. Ayala Betancur Roberto Gabriel - 64. Martínez Santiago Emanuel * |
| Condimentar La Plata | Ciudad de Pehuajó | Bragado Cicles Club | Rodados Tito |
| - 65. Ferrari Marcos Damián - 66. González Sergio - 67. Romero Gonzalo Nahuel - 68. Ferrigno Ariel Alejandro - 69. Berzoni Gustavo Aníbal - 70. Hernández Nicolás * - 71. Benavides Ariel - 72. Trotta Gonzalo Martín                 | - 73. Cragnulini Franco Emanuel - 74. Tocha Jonatan Oscar - 75. Pérez Ariel Dario - 76. - 77. Lobosco Marcos - 78. Azzen Omar Salin - 79. Vales Braian Alejandro - 80. Trumpio Airton *                                 | - 81. Martínez Federico - 82. Martínez Gabriel - 83. Parague Daniel - 84. Roldán Tomás - 85. Solda Franco - 86. Suárez Agustín - 87. Almada Maximiliano Gabriel - 88. Moyano Christian Eduardo                 | - 89. Ríos Diego Daniel - 90. Almiron Moreno Juan Pablo - 91. Millares Ernesto Fabián - 92. Farías Herrera Esteban Andrés - 93. Pratto Mauricio Jorge - 94. Del Grosso Jonatan Dante - 95. Ríos Juan Carlos - 96. Cornejo Máximo *    |
| Giomi Competición | Municipalidad de Colón | Taraguí | |
| - 97. Cuevas Adalberto Tomas - 98. Cuevas Emanuel Horacio - 99. Giomi Santiago Alejo - 100. Bolinaga Facundo - 101. Ansaloni Matías Blas - 102. Robledo Cruz Fernando - 103. Martin Diego Fernando - 104. Chiavazza Santiago Carlos * | - 105. Cianci Sebastián - 106. Tallarico Enzo Ariel * - 107. López Juan Gabriel - 108. Yacoy Cristian Jorge - 109. Ciaforoni Armando Jesús - 110. Lara Pablo Matías - 111. Fornara Jonatan - 112. Ojeda Federico Andres | - 113. Fedre Leonel Luis - 114. Dvorecek Exequiel - 115. López Leonardo Ariel - 116. Aguirre Juan Manuel - 117. Córdoba Scorza Juan Ignacio - 118. Ghioldi Juan Sebastián - 119. - 120. Broggi Germán Ezequiel | |

## Etapas
| Etapa | Fecha      | Recorrido                     | km    | Ganador           | Líder             |
| 1.ª   | 1 de marzo | General Rodríguez - Chivilcoy | 198,5 | Román Mastrangelo | Román Mastrangelo |
| 2.ª   | 2 de marzo | Circuito en Chivilcoy         | 140   | Román Mastrangelo | Román Mastrangelo |
| 3.ª   | 3 de marzo | Chivilcoy - Bragado           | 157   | Agustín Martínez  | Román Mastrangelo |
| 4.ª   | 4 de marzo | Bragado (CRI)                 | 14    | Sergio Fredes     | Sergio Fredes     |
| 5.ª   | 4 de marzo | Circuito en Bragado           | 140   | Federico Vivas    | Sergio Fredes     |
| 6.ª   | 5 de marzo | Bragado - Chivilcoy           | 181   | Adrian Gariboldi  | Sergio Fredes     |

## Clasificación final
| Posición | Ciclista           | Equipo               | Tiempo      |
| -------- | ------------------ | -------------------- | ----------- |
|          | Sergio Fredes      | K.T.M.               | 17 h 14'53" |
| 2        | Agustín Martínez   | S.A.T.               | + 23"       |
| 3        | Agustín Del Negro  | S.A.T.               | + 1'23"     |
| 4        | Octavio Salmón *   | Giant                | + 1'38"     |
| 5        | Facundo Bazzi      | K.T.M.               | + 1'43"     |
| 6        | Román Mastrangelo  | K.T.M.               | + 1'58"     |
| 7        | Juan Martín Boldú  | Rower San Luis       | + 8'36"     |
| 8        | Adrian Gariboldi   | K.T.M.               | + 8'37"     |
| 9        | Sebastián Trillini | Ciudad de Chivilcoy  | + 8'40"     |
| 10       | Gonzalo Trotta     | Condimentar La Plata | + 9'05"     |

### Clasificación Sub-23
| Posición | Ciclista               | Equipo                 | Tiempo      |
| -------- | ---------------------- | ---------------------- | ----------- |
|          | Octavio Salmón         | Giant                  | 17 h 16'31" |
| 2        | Enzo Ariel Tallarico   | Municipalidad de Colón | + 7'28"     |
| 3        | Valentín Correa Alegre | Ciudad de Bragado      | + 7'41"     |

### Clasificación Metas Sprint
| Posición | Ciclista          | Equipo                   | Puntos |
| -------- | ----------------- | ------------------------ | ------ |
|          | Federico Vivas    | K.T.M.                   |        |
| 2        | Ezequiel Dvorecek | Taragüi                  |        |
| 3        | Daniel Rodríguez  | Municipalidad de Pehuajó |        |